# Cantone di Fourchambault
Il Cantone di Fourchambault è una divisione amministrativa dell'Arrondissement di Nevers.
È stato costituito a seguito della riforma approvata con decreto del 18 febbraio 2014, che ha avuto attuazione dopo le elezioni dipartimentali del 2015.

## Composizione
Comprende i seguenti 4 comuni:
- Fourchambault
- Garchizy
- Germigny-sur-Loire
- Marzy